# 2014–2015-ös magyar labdarúgókupa
A 2014–15-ös magyar kupa első mérkőzésére 2014. augusztus 9-én kerül sor, míg a döntőt 2015. május 20-án rendezik meg. A címvédő az Újpest FC csapata, mely az előző idényben kilencedjére nyerte el a kupát. Az Újpest FC nem kapott UEFA-licencet, helyette a kupadöntős Diósgyőri VTK indulhatott a 2014–2015-ös Európa-liga selejtezőjében.
Érdekesség, hogy a korábbi évektől eltérően ebben a sorozatban már az első fordulóban becsatlakozik a 16 első osztályú klub is. A sorozat győztese a 2015–2016-os Európa-liga 1. selejtezőkörében indulhat.

## Lebonyolítás
A 2014–15-ös magyar kupa lebonyolítása.
|                                       | A szakaszban bekapcsolódó csapatok | Az előző forduló továbbjutói     |
| ------------------------------------- | --- | -------------------------------- |
| 1. forduló (128 csapat)               | - 16 csapat a 2014–15. évi NB I-es bajnokságból - 16 csapat a 2014–15. évi NB II-es bajnokságból - 41 csapat a 2014–15. évi NB III-as bajnokságból, az NB I-es sportszervezetek tartalékcsapatainak kivételével - 55 csapat a területi selejtezőkből |                                  |
| 2. forduló (64 csapat)                | | * 64 továbbjutó az 1. fordulóból |
| 3. forduló (32 csapat)                | * 32 továbbjutó a 2. fordulóból |                                  |
| 4. forduló – Nyolcaddöntő (16 csapat) | * 16 továbbjutó a 3. fordulóból |                                  |
| 5. forduló – Negyeddöntő (8 csapat)   | * 8 továbbjutó a 4. fordulóból |                                  |
| 6. forduló – Elődöntő (4 csapat)      | * 4 továbbjutó az 5. fordulóból |                                  |
| 7. forduló – Döntő (2 csapat)         | * 2 továbbjutó a 6. fordulóból |                                  |

## Fordulók és időpontok
| Forduló                    | Hivatalos játéknapok         | Csapatok | Mérkőzések |
| -------------------------- | ---------------------------- | -------- | ---------- |
| 1. forduló                 | 2014. augusztus 9., 10., 13. | 128      | 64         |
| 2. forduló                 | 2014. szeptember 9., 10.     | 64       | 32         |
| 3. forduló                 | 2014. szeptember 23., 24.    | 32       | 16         |
| Nyolcaddöntők (4. forduló) | 2014. október 29.            | 16       | 8          |
| Negyeddöntő (5. forduló)   | 2015. március 4.             | 8        | 8 (4 × 2)  |
| Negyeddöntő (5. forduló)   | 2015. április 1.             | 8        | 8 (4 × 2)  |
| Elődöntők (6. forduló)     | 2015. április 7., 8.         | 4        | 4 (2 × 2)  |
| Elődöntők (6. forduló)     | 2015. április 28., 29.       | 4        | 4 (2 × 2)  |
| Döntő (7. forduló)         | 2015. május 20.              | 2        | 1          |

## Eredmények

### 1. forduló
A forduló mérkőzéseit Ness Hungary NB II, NB III, és megyei osztályú csapatok esetében 2014. augusztus 9-én és 10-én, illetve ha a párosítás egyik tagja OTP Bank Liga NB I-es csapat, abban az esetben augusztus 13-án játsszák le. Résztvevők (összesen 128 csapat). Az 1. fordulóban a 2014-2015. évi NB I osztályú bajnokságban szereplő 16 csapat kiemelt, a forduló sorsolásakor nem kerülhetnek egymással párosításra. A felsőházban szereplő 128 együttes 64 párt alkot, a párharcok egy mérkőzésen dőlnek el. Döntetlen esetén 2 × 15 perc hosszabbítás következik, majd tizenegyesekkel dől el a továbbjutás.
Az első forduló sorsolását az MLSZ székházában 2014. július 14-én készítették el. A táblázatban az 1. csapat volt a pályaválasztó.
| 1. csapat                                          | Eredmény     | 2. csapat                                 |
| -------------------------------------------------- | ------------ | ----------------------------------------- |
| 2014. augusztus 7.                                 |              |                                           |
| Újbuda FC (NB III)                                 | 1 – 2 h.u.   | Zalaegerszegi TE FC (NB II)               |
| 2014. augusztus 9.                                 |              |                                           |
| Kozármisleny SE (NB III)                           | 5 – 1        | Diósdi TC-SELECT (NB III)                 |
| Monori SE (NB III)                                 | 2 – 4 h.u.   | Balmazújvárosi FC (NB II)                 |
| Ónod SE (megye III.)                               | 0 – 6        | FGSz Siófok (NB II)                       |
| Mezőkovácsházi TE (megye I.)                       | 0 – 7        | Mezőkövesd-Zsóry SE (NB II)               |
| Kunszállás SE (megye I.)                           | 1 – 8*       | Rákosmente KSK (NB III)                   |
| Nyírbátori FC (NB III)                             | 1 – 5        | Vác FC (NB III)                           |
| Kisújszállási SE (megye I.)                        | 1 – 3        | Termálfürdő FC Tiszaújváros (NB III)      |
| Soltvadkerti TE (megye I.)                         | 2 – 0        | Ebes KKSE (megye I.)                      |
| Sárosd NKSC (megye I.)                             | 3 – 2        | Futura Mosonmagyaróvári TE 1904 (NB III)  |
| Sárisápi Bányász SE (megye II.)                    | 1 – 2        | Jászapáti FK (megye I.)                   |
| Veresegyház VSK (NB III)                           | 0 – 7        | Bölcskei SE (NB III)                      |
| Nőtincs SE (megye I.)                              | 5 – 1        | II. Rákóczi Ferenc SE Szakoly (megye II.) |
| Ikarus Budapest SE (BLASZ I.)                      | 1 – 0        | Kondorosi TE (megye I.)                   |
| Celldömölki VSE (megye I.)                         | 3 – 0        | Sárvár FC (NB III)                        |
| Csepel FC (NB III)                                 | 12 – 0       | Létavértes SC ’97 (NB III)                |
| Sajóbábony Vegyész SE (megye I.)                   | 5 – 2        | Nagybajomi AC (megye I.)                  |
| Majosi SE (megye I.)                               | 0 – 8        | Ceglédi VSE (NB II)                       |
| Körmendi FC (NB III)                               | 0 – 5        | Gyirmót FC (NB II)                        |
| Gyulaháza KSE (megye II.)                          | 0 – 3        | FC Ajka (NB II)                           |
| Orosháza FC (NB III)                               | 1 – 0        | Dunaújváros PASE                          |
| Cigánd SE (NB III)                                 | 2 – 3        | Szigetszentmiklósi TK–Erima (NB II)       |
| Dunaharaszti MTK (NB III)                          | 1 – 2        | Békéscsaba 1912 Előre (NB II)             |
| Pétervására SE (megye I.)                          | 1 – 2        | BKV Előre SC (NB III)                     |
| Mórahalom VSE (megye I.)                           | 3 – 2        | Maglódi TC (NB III)                       |
| Semjénháza SE (megye I.)                           | 2 – 4        | SZEOL SC (NB III)                         |
| KSE Iváncsa (NB III)                               | 1 – 0        | Hajdúböszörményi TE (NB III)              |
| FC Hatvan (NB III)                                 | 2 – 3        | Csákvári TK (NB II)                       |
| Alsózsolcai KSC (megye II.)                        | 2 – 3        | Velence SE (megye I.)                     |
| FC Tatabánya (NB III)                              | 2 – 3 h.u.   | Szeged 2011–Grosics Akadémia (NB II)      |
| Püspökladányi LE (megye II.)                       | 1 – 2 h.u.   | Győrsövényház SE (megye II.)              |
| Balatoni Vasas SE (megye I.)                       | 0 – 0 t. 4–5 | Fertőszentmiklós SE (megye I.)            |
| Jászfényszaru VSE (megye II.)                      | 0 – 1        | Bajai LSE (NB III)                        |
| Kisvárda–Master Good (NB III)                      | 4 – 1        | Tököl Városi SK (megye I.)                |
| 2014. augusztus 10.                                |              |                                           |
| Tevel Medosz SE (megye I.)                         | 7 – 2        | Csetény SE (megye I.)                     |
| Nagykáta SE (megye II.)                            | 0 – 4        | Balatonfüredi FC (NB III)                 |
| Taliándörögd-Halimba SE (megye III.)               | 0 – 2        | Veszprém FC (NB III)                      |
| Répcelaki SE (megye I.)                            | 0 – 1        | Nagyatádi FC (NB III)                     |
| Taksony SE (megye I.)                              | 1 – 3        | Szolnoki MÁV FC–Stadler Rail (NB II)      |
| Szerencs Városi SE (megye II.)                     | 3 – 1        | Komlói Bányász SK (megye I.)              |
| Fűzfői AK (megye I.)                               | 0 – 6        | Vecsési FC (megye I.)                     |
| Tatai AC (megye I.)                                | 3 – 9        | Salgótarjáni Barátok TC–Puebla (NB III)   |
| FC Dabas (NB III)                                  | 1 – 3        | Erzsébeti Spartacus MTK LE (NB III)       |
| Kótaj SE (megye II.)                               | 0 – 1        | Rákospalotai EAC (NB III)                 |
| Voyage SE (BLASZ I.)                               | 1 – 2        | Várfürdő–Gyulai Termál FC (NB III)        |
| Babócsa SE (megye I.)                              | 0 – 2 h.u.   | Kazincbarcikai SC (NB III)                |
| Gyöngyösi AK–YTONG (NB III)                        | 2 – 3        | Putnok Városi SE (NB III)                 |
| Himesháza KSE (megye III.)                         | 2 – 1        | Csács–Nemesapáti SE (megye I.)            |
| HG-Logistic Győrszemere KSK (megye I.)             | 1 – 2        | Kaposvári Rákóczi FC (NB II)              |
| 2014. augusztus 12.                                |              |                                           |
| Tarr Sprint Andráshida SC (NB III)                 | 1 – 3        | Puskás Akadémia FC                        |
| Fortress–Felsőtárkány SC (NB III)                  | 2 – 1        | MVM Paks                                  |
| 1908 Szentlőrinci Atlétikai Club ÖK SE (BLASZ II.) | 0 – 2        | MTK Budapest FC                           |
| 2014. augusztus 13.                                |              |                                           |
| Budaörsi SC (NB III)                               | 1 – 3        | Újpest FC                                 |
| Dorogi FC (NB III)                                 | 1 – 4        | Szombathelyi Haladás                      |
| Csornai SE (megye I.)                              | 0 – 2        | Budapest Honvéd FC                        |
| Szászvári SE–Fürge Nyuszi (megye I.)               | 0 – 3        | PMFC–Matias                               |
| Hévíz SK (megye I.)                                | 0 – 8        | Ferencvárosi TC                           |
| Soroksár SC (NB II)                                | 2 – 0        | Lombard Pápa Termál FC                    |
| Nyíradony VVTK (megye I.)                          | 0 – 8        | KTE-Phoenix Mecano                        |
| Testvériség SE (BLASZ I.)                          | 0 – 7        | Videoton FC                               |
| Kalocsai FC (megye I.)                             | 0 – 8        | Nyíregyháza Spartacus FC                  |
| Tolle UFC Szekszárd (NB III)                       | 0 – 3        | Debreceni VSC–TEVA                        |
| Vasas SC (NB II)                                   | 0 – 4        | Diósgyőri VTK                             |
| 2014. augusztus 27.                                |              |                                           |
| Soproni Vasutas SE–GYSEV (NB II)                   | 0 – 1        | Győri ETO FC                              |

*A Kunszállás SE – Rákosmente KSK mérkőzés végeredménye 1 – 8 lett, azonban a Rákosmente KSK egyik játékosa jogosulatlanul lépett pályára az összecsapáson, így az MLSZ Versenybizottsága kizárta a Rákosmente KSK-t a 2014–15-ös labdarúgó Magyar Kupa sorozat további küzdelmeiből. A 2. fordulóba a Kunszállás SE jutott tovább.

### 2. forduló
A forduló mérkőzéseit 2014. szeptember 9-én és 10-én játszották le. Résztvevők (összesen 64 csapat): az első forduló párosításainak győztesei. Ebben a fordulóban a 2014-2015. évi NB I osztályú bajnokságban szereplő 16 csapat kiemelt, a sorsolásakor nem kerülhettek egymással párosításra. A párharcok egy mérkőzésen dőlnek el. Döntetlen esetén 2 × 15 perc hosszabbítás következik, majd tizenegyesekkel dől el a továbbjutás.
A második forduló sorsolását az MLSZ székházában 2014. augusztus 15-én készítették el. A táblázatban az 1. csapat volt a pályaválasztó.
| 1. csapat                            | Eredmény | 2. csapat                               |
| ------------------------------------ | -------- | --------------------------------------- |
| 2014. szeptember 2.                  |          |                                         |
| Nagyatádi FC (NB III)                | 2 – 0    | Veszprém FC (NB III)                    |
| 2014. szeptember 9.                  |          |                                         |
| Fortress–Felsőtárkány SC (NB III)    | 0 – 1    | Budapest Honvéd FC                      |
| Termálfürdő FC Tiszaújváros (NB III) | 0 – 3    | Mezőkövesd-Zsóry SE (NB II)             |
| Tevel Medosz SE (megye I.)           | 2 – 7    | MTK Budapest FC                         |
| Velence SE (megye I.)                | 1 – 2    | Kaposvári Rákóczi FC (NB II)            |
| Békéscsaba 1912 Előre (NB II)        | 3 – 1    | FGSz Siófok (NB II)                     |
| Orosháza FC (NB III)                 | 1 – 5    | Puskás Akadémia FC                      |
| Szeged 2011–Grosics Akadémia (NB II) | 0 – 1    | Szigetszentmiklósi TK–Erima (NB II)     |
| Himesháza KSE (megye III.)           | 0 – 13   | Újpest FC                               |
| 2014. szeptember 10.                 |          |                                         |
| Bajai LSE (NB III)                   | 1 – 4    | Soroksár SC (NB II)                     |
| KSE Iváncsa (NB III)                 | 0 – 4    | Diósgyőri VTK                           |
| Mórahalom VSE (megye I.)             | 0 – 6    | Debreceni VSC–TEVA                      |
| Putnok Városi SE (NB III)            | 1 – 3    | Győri ETO FC                            |
| Kisvárda–Master Good (NB III)        | 2 – 0    | Ceglédi VSE (NB II)                     |
| Kozármisleny SE (NB III)             | 2 – 1    | Balmazújvárosi FC (NB II)               |
| Soltvadkerti TE (megye I.)           | 1 – 6    | BKV Előre SC (NB III)                   |
| Győrsövényház SE (megye II.)         | 0 – 8    | Nyíregyháza Spartacus FC                |
| Kunszállás SE (megye I.)             | 0 – 8    | Videoton FC                             |
| Kazincbarcikai SC (NB III)           | 4 – 1    | Rákospalotai EAC (NB III)               |
| Sárosd NKSC (megye I.)               | 1 – 2    | Salgótarjáni Barátok TC–Puebla (NB III) |
| Csepel FC (NB III)                   | 3 – 4    | Szolnoki MÁV FC–Stadler Rail (NB II)    |
| SZEOL SC (NB III)                    | 1 – 4    | PMFC–Matias                             |
| Celldömölki VSE (megye I.)           | 0 – 4    | FC Ajka (NB II)                         |
| Balatonfüredi FC (NB III)            | 1 – 2    | Vác FC (NB III)                         |
| Ikarus Budapest SE (BLASZ I.)        | 1 – 5    | Csákvári TK (NB II)                     |
| Jászapáti FK (megye I.)              | 3 – 1    | Várfürdő–Gyulai Termál FC (NB III)      |
| Szerencs Városi SE (megye II.)       | 0 – 10   | Erzsébeti Spartacus MTK LE (NB III)     |
| Bölcskei SE (NB III)                 | 0 – 5    | Gyirmót FC (NB II)                      |
| Sajóbábony Vegyész SE (megye I.)     | 2 – 1    | Nőtincs SE (megye I.)                   |
| Fertőszentmiklós SE (megye I.)       | 0 – 7    | Szombathelyi Haladás                    |
| Zalaegerszegi TE FC (NB II)          | 2 – 3    | KTE-Phoenix Mecano                      |
| Vecsési FC (megye I.)                | 1 – 6    | Ferencvárosi TC                         |

### 3. forduló
A forduló mérkőzéseit 2014. szeptember 23-án és 24-én játsszák le. Résztvevők (összesen 32 csapat): a második forduló mérkőzéseinek továbbjutói. A továbbjutás ebben a körben is egy mérkőzésen dől el.
A harmadik forduló sorsolását az MLSZ székházában 2014. szeptember 15-én készítették el. A sorsolásnál nem volt kiemelés, minden párosításban az alacsonyabb osztályú, vagy az elsőnek kihúzott együttesek a pályaválasztók, melyek a táblázatban az 1. csapat oszlopban találhatók.
| 1. csapat                               | Eredmény   | 2. csapat                            |
| --------------------------------------- | ---------- | ------------------------------------ |
| 2014. szeptember 23.                    |            |                                      |
| Szigetszentmiklósi TK–Erima (NB II)     | 1 – 2      | Videoton FC                          |
| BKV Előre SC (NB III)                   | 1 – 3      | Budapest Honvéd FC                   |
| Kozármisleny SE (NB III)                | 0 – 5      | PMFC–Matias                          |
| Kazincbarcikai SC (NB III)              | 1 – 2      | Csákvári TK (NB II)                  |
| Nagyatádi FC (NB III)                   | 0 – 2      | Szolnoki MÁV FC–Stadler Rail (NB II) |
| 2014. szeptember 24.                    |            |                                      |
| Kisvárda–Master Good (NB III)           | 3 – 2      | Nyíregyháza Spartacus FC             |
| Puskás Akadémia FC                      | 0 – 2      | Debreceni VSC–TEVA                   |
| Erzsébeti Spartacus MTK LE (NB III)     | 0 – 3      | Ferencvárosi TC                      |
| Sajóbábony Vegyész SE (megye I.)        | 1 – 4      | Diósgyőri VTK                        |
| Jászapáti FK (megye I.)                 | 0 – 9      | MTK Budapest FC                      |
| FC Ajka (NB II)                         | 2 – 1      | Soroksár SC (NB II)                  |
| Salgótarjáni Barátok TC–Puebla (NB III) | 1 – 3      | Békéscsaba 1912 Előre (NB II)        |
| Vác FC (NB III)                         | 5 – 2 h.u. | KTE–Phoenix Mecano                   |
| Gyirmót FC (NB II)                      | 1 – 0      | Kaposvári Rákóczi FC (NB II)         |
| Mezőkövesd-Zsóry SE (NB II)             | 1 – 2      | Győri ETO FC                         |
| Újpest FC                               | 2 – 0      | Szombathelyi Haladás                 |

### Nyolcaddöntők
A forduló hivatalos mérkőzésnapja 2014. október 29-e volt. Résztvevők (összesen 16 csapat): a harmadik forduló mérkőzéseinek továbbjutói. A továbbjutás ebben a körben is egy mérkőzésen dől el.
A nyolcaddöntők sorsolását az MLSZ székházában 2014. október 6-án készítették el. A legjobb 16 között kilenc NB I-es, öt NB II-es és két NB III-as csapat várta a sorsolást. A sorsolásnál nem volt kiemelés, minden párosításban az alacsonyabb osztályú, vagy az elsőnek kihúzott együttesek a pályaválasztók, melyek  a táblázatban az 1. csapat oszlopban találhatók.
| 1. csapat                            | Eredmény     | 2. csapat                     |
| ------------------------------------ | ------------ | ----------------------------- |
| 2014. október 28.                    |              |                               |
| Videoton FC                          | 2 – 1        | Diósgyőri VTK                 |
| 2014. október 29.                    |              |                               |
| Kisvárda–Master Good (NB III)        | 4 – 0        | Vác FC (NB III)               |
| FC Ajka (NB II)                      | 1 – 1 t. 3–5 | Újpest FC                     |
| PMFC–Matias                          | 1 – 0        | Debreceni VSC–TEVA            |
| Szolnoki MÁV FC–Stadler Rail (NB II) | 2 – 1        | MTK Budapest FC               |
| Gyirmót FC (NB II)                   | 2 – 0        | Győri ETO FC                  |
| Csákvári TK (NB II)                  | 2 – 1        | Békéscsaba 1912 Előre (NB II) |
| Budapest Honvéd FC                   | 0 – 0 t. 1–3 | Ferencvárosi TC               |

### Negyeddöntők
A párosítások első mérkőzéseit 2015. március 4-én, a visszavágókat március 31-én, illetve április 1-jén játszották le. Résztvevők (összesen 8 csapat): a nyolcaddöntő (negyedik forduló) mérkőzéseinek továbbjutói.
A negyeddöntők sorsolását 2014. november 9-én készítették el. A legjobb 8 között négy NB I-es, három NB II-es és egy NB III-as csapat várta a sorsolást. A sorsolásnál nem volt kiemelés.
| 1. csapat                     | Össz.  | 2. csapat                            | 1. mérk. | 2. mérk. |
| ----------------------------- | ------ | ------------------------------------ | -------- | -------- |
| Videoton FC                   | 5 – 1  | PMFC–Matias                          | 2 – 1    | 3 – 0    |
| Gyirmót FC (NB II)            | 0 – 4  | Újpest FC                            | 0 – 0    | 0 – 4    |
| Kisvárda–Master Good (NB III) | 2 – 4  | Szolnoki MÁV FC–Stadler Rail (NB II) | 1 – 3    | 1 – 1    |
| Ferencvárosi TC               | 10 – 0 | Csákvári TK (NB II)                  | 5 – 0    | 5 – 0    |

#### 1. mérkőzések
| 2015. március 4. 14:30 |

| Kisvárda–Master Good (NB III) | 1 – 3               | Szolnoki MÁV FC–Stadler Rail (NB II) |
| ----------------------------- | ------------------- | ------------------------------------ |
| Szűcs 80'                     | (0 – 2) Jegyzőkönyv | 6' Nagy 41' Fritz 63' Vári           |

| Várda SE Sporttelep, Kisvárda Nézőszám: 1000 Játékvezető: Radványi Ádám (magyar) Asszisztensek: Berettyán Péter, Márkus Tamás |

| 2015. március 4. 17:00 |

| Gyirmót FC (NB II) | 0 – 0       | Újpest FC |
| ------------------ | ----------- | --------- |
|                    | Jegyzőkönyv |           |

| Gyirmót SE Sporttelep, Gyirmót Játékvezető: Berke Balázs (magyar) Asszisztensek: Kóbor Péter, Huszár Balázs |

| 2015. március 4. 18:00 |

| Videoton FC                | 2 – 1               | PMFC–Matias  |
| -------------------------- | ------------------- | ------------ |
| Feczesin 67' Álvarez 90+4' | (0 – 1) Jegyzőkönyv | 44' Frőhlich |

| Sóstói Stadion, Székesfehérvár Nézőszám: 1000 Játékvezető: Vad II. István (magyar) Asszisztensek: Ring György, Szalai Dániel |

| 2015. március 4. 18:00 |

| Ferencvárosi TC                        | 5 – 0               | Csákvári TK (NB II) |
| -------------------------------------- | ------------------- | ------------------- |
| Busai 7' 62' 71' Lamah 37' Ramírez 65' | (2 – 0) Jegyzőkönyv |                     |

| Groupama Aréna, Budapest Nézőszám: 1200 Játékvezető: Karakó Ferenc (magyar) Asszisztensek: Tóth II. Vencel, Bozó Zoltán |

#### 2. mérkőzések
| 2015. március 31. 18:00 |

| Csákvári TK (NB II) | 0 – 5               | Ferencvárosi TC                                  |
| ------------------- | ------------------- | ------------------------------------------------ |
|                     | (0 – 3) Jegyzőkönyv | 26' Kukuruzović 33' Čukić 44' 76' Nagy 54' Ugrai |

| Csákvári TK Sporttelep, Csákvár Nézőszám: 1000 Játékvezető: Oláh Gábor (magyar) Asszisztensek: Horváth Zoltán, Takács Gábor |

| 2015. március 31. 18:00 |

| Szolnoki MÁV FC–Stadler Rail (NB II) | 1 – 1               | Kisvárda–Master Good (NB III) |
| ------------------------------------ | ------------------- | ----------------------------- |
| Vári 7'                              | (1 – 0) Jegyzőkönyv | 73' Myke                      |

| Tiszaligeti stadion, Szolnok Nézőszám: 300 Játékvezető: Andó-Szabó Sándor (magyar) Asszisztensek: Erős Gábor, Szalai Dániel |

| 2015. április 1. 18:00 |

| PMFC–Matias | 0 – 3               | Videoton FC                             |
| ----------- | ------------------- | --------------------------------------- |
|             | (0 – 1) Jegyzőkönyv | 12' Feczesin 59' Ivanovski 84' Trebotić |

| PMFC Stadion, Pécs Nézőszám: 300 Játékvezető: Iványi Zoltán (magyar) Asszisztensek: Szpisják Zsolt, Medovarszki János |

| 2015. április 1. 18:00 |

| Újpest FC                                  | 4 – 0               | Gyirmót FC (NB II) |
| ------------------------------------------ | ------------------- | ------------------ |
| Balogh 7' Suljić 18' Litauszki 21' Ojo 82' | (3 – 0) Jegyzőkönyv |                    |

| Szusza Ferenc Stadion, Budapest Játékvezető: Erdős József (magyar) Asszisztensek: Király Krisztián, Horváth Róbert |

### Elődöntők
A párosítások első mérkőzéseit 2015. április 7-én és 8-án, a visszavágókat április 28-án és 29-én játsszák le. Résztvevők (összesen 4 csapat): a negyeddöntők (ötödik forduló) mérkőzéseinek továbbjutói.
| 1. csapat                            | Össz. | 2. csapat       | 1. mérk. | 2. mérk. |
| ------------------------------------ | ----- | --------------- | -------- | -------- |
| Szolnoki MÁV FC–Stadler Rail (NB II) | 1 – 3 | Ferencvárosi TC | 0 – 2    | 1 – 1    |
| Videoton FC                          | 5 – 1 | Újpest FC       | 1 – 0    | 4 – 1    |

#### 1. mérkőzések
| 2015. április 7. 18:00 |

| Szolnoki MÁV FC–Stadler Rail (NB II) | 0 – 2               | Ferencvárosi TC                     |
| ------------------------------------ | ------------------- | ----------------------------------- |
|                                      | (0 – 2) Jegyzőkönyv | 3' Lengyel 30' Varga R. 49' Gyömbér |

| Tiszaligeti stadion, Szolnok Nézőszám: 2000 Játékvezető: Iványi Zoltán (magyar) Asszisztensek: Viszokai László, Buzás Balázs |

| 2015. április 8. 18:00 |

| Videoton FC | 1 – 0               | Újpest FC |
| ----------- | ------------------- | --------- |
| Gyurcsó 43' | (1 – 0) Jegyzőkönyv |           |

| Sóstói Stadion, Székesfehérvár Nézőszám: 1000 Játékvezető: Pintér Csaba (magyar) Asszisztensek: Kóbor Péter, Huszár Balázs |

#### 2. mérkőzések
| 2015. április 28. 18:00 |

| Újpest FC     | 1 – 4               | Videoton FC                                  |
| ------------- | ------------------- | -------------------------------------------- |
| Litauszki 39' | (1 – 1) Jegyzőkönyv | 22' 70' Nikolics 87' Feczesin 90+3' Oliveira |

| Szusza Ferenc Stadion, Budapest Nézőszám: 1140 Játékvezető: Szabó Zsolt (magyar) Asszisztensek: Bozó Zoltán, Lémon Oszkár |

Továbbjutott a Videoton, 5–1-es összesítéssel.
| 2015. április 29. 18:00 |

| Ferencvárosi TC | 1 – 1               | Szolnoki MÁV FC–Stadler Rail (NB II) |
| --------------- | ------------------- | ------------------------------------ |
| Lamah 20'       | (1 – 0) Jegyzőkönyv | 75' Papucsek                         |

| Groupama Aréna, Budapest Nézőszám: 700 Játékvezető: Pintér Csaba (magyar) Asszisztensek: Tóth II. Vencel, Becséri Gergely |

Továbbjutott a Ferencvárosi TC, 3–1-es összesítéssel.

### Döntő
| 2015. május 20. 20:00 |

| Videoton FC                                | 0 - 4               | Ferencvárosi TC                                         |
| ------------------------------------------ | ------------------- | ------------------------------------------------------- |
| Oliveira 33' Juhász 44' Juan Calatayud 61' | (0 - 0) Jegyzőkönyv | Batik 13' 60' Varga 53' Gera 67' Lamah 69' Szolnoki 86' |

| Groupama Aréna, Budapest Nézőszám: 15 000 Játékvezető: Iványi Zoltán (magyar) Asszisztensek: Bozó Zoltán, Theodoros Georgiou |

A Ferencvárosi TC MK-ban szerepelt játékosai: Dibusz Dénes, Jova Levente – Batik Bence, Predrag Bošnjak, Böde Dániel, Philipp Bönig, Busai Attila, Vladan Čukić, Csilus Ádám, Emir Dilaver, Gera Zoltán, Gyömbér Gábor, Hajnal Tamás, Tomislav Havojić, Stjepan Kukuruzović, Roland Lamah, Benjamin Lauth, David Mateos, Nagy Dániel, Nagy Dominik, Michał Nalepa, Mateo Pavlović, Cristian Ramírez, Somália, Ugrai Roland, Varga Roland, Zsivoczky Norbert
| A 2014–2015-ös Magyar Kupa győztese |
| ----------------------------------- |
| Ferencvárosi TC 21. cím             |

## Statisztika

### Góllövőlista
Utolsó elszámolt mérkőzés: 2015. május 20.
| Gólok száma | Játékos             | Egyesület                |
| ----------- | ------------------- | ------------------------ |
| 9           | Feczesin Róbert     | Videoton FC              |
| 7           | Tischler Patrik     | Puskás Akadémia FC       |
| 6           | Pekár László        | Nyíregyháza Spartacus FC |
| 5           | Böde Dániel         | Ferencvárosi TC          |
| 4           | Busai Attila        | Ferencvárosi TC          |
| 4           | Ferkó Csaba         | Rákosmente KSK           |
| 4           | Horváth Zsolt       | MTK Budapest FC          |
| 4           | Stjepan Kukuruzović | Ferencvárosi TC          |
| 4           | Lauer Norbert       | Kozármisleny SE          |
| 4           | Benjamin Lauth      | Ferencvárosi TC          |
| 4           | Lázár Bence         | Nyíregyháza Spartacus FC |
| 4           | Nehéz Máté          | Kazincbarcikai SC        |
| 4           | Popovics Bertold    | Salgótarjáni BTC         |